# Ахмедов, Гасан Абдулали оглы
Гасан Абдулали оглы Ахмедов (азерб. Həsən Əbdüləli oğlu Əhmədov; 15 декабря 1906, Агуди, Кавказское наместничество — 1981) — азербайджанский советский учёный, геолог, доктор геолого-минералогических наук (1956), профессор (1956), академик АН Азербайджанской ССР (1967).

## Биография
Ахмедов Гасан родился в селе Агуди Сисианского района. Начальное образование получил в русской школе. Окончил геологоразведочный факультет Азербайджанского промышленного института в Баку (ныне Нефтяная Академия).
Гасан Ахмедов начинал трудовую деятельность рядовым геологом. С его именем связано открытие филиала Всесоюзного геологического института в Азербайджанской ССР. Гасан Ахмедов был первым директором филиала института. 
В 1947 году защитил кандидатскую диссертацию. В 1956 году стал доктором геолого-минералогических наук. В 1956 году Г. Ахмедову присвоено учёное звание профессора. 
За обширную научно-исследовательскую деятельность Г. Ахмедов в 1962 году был удостоен звания члена-корреспондента, в 1967 году действительного члена АН Азербайджанской ССР. 
Исследования Г. Ахмедова способствовали открытию и освоению нефтегазовых месторождений в Западном Апшероне и Гобустане. 
За монографию «Мезозойские отложения Азербайджана и перспективы их нефтегазоносности» в 1974 году Г. Ахмедову присудили премию имени академика И. М. Губкина.
Наряду с научной деятельностью много лет занимался преподавательской работой в Азербайджанском промышленном институте (Азербайджанском институте нефти и химии) (1951—1956, 1959—1962).
С 1939 года член ВКП(б).
В 1933—1942 годах работал в тресте «Азнефтеразведка». Затем до 1949 года возглавлял геологические службы различных нефтедобывающих предприятий.
В 1949—1981 годы работал в научно-исследовательском институте (в 1951—1955 директор Азербайджанского научно-исследовательского нефтяного геологоразведочного института, в 1965—1976 директор Азербайджанского филиала Всесоюзного научно-исследовательского института геофизических методов разведки).

## Научные труды
- «Коллекторы нефти и газа мезозойских и третичных отложений Азербайджана» (совместно с А. Х. Алиевым), Баку, 1958.
- «Мезозойские отложения Азербайджана и перспективы их нефтегазоносности» (совместно с А. А. Ализаде, М. М. Зейналов, Н. Т. Ахвердиев, М. А. Рзаев), Москва, 1972. 216 с.
- «Оценка нефтепроизводящих свойств мезокайнозойских отложений Азербайджана» (совместно с А. А. Ализаде), Баку, 1975.